# Iskăr (Pleven)
Iskăr (búlgaro: Искър) é uma cidade da Bulgária, localizada no distrito de Pleven. A sua população era de 3,622 habitantes segundo o censo de 2010.

## População
| Iskăr | Iskăr | Iskăr | Iskăr | Iskăr | Iskăr | Iskăr | Iskăr | Iskăr | Iskăr | Iskăr | Iskăr | Iskăr | Iskăr | Iskăr | Iskăr | Iskăr | Iskăr | Iskăr | Iskăr |
| --- | ----- | ----- | ----- | ----- | ----- | ----- | ----- | ----- | ----- | ----- | ----- | ----- | ----- | ----- | ----- | ----- | ----- | ----- | ----- |
| Ano | 1887  | 1910  | 1934  | 1946  | 1956  | 1965  | 1975  | 1985  | 1992  | 2001  | 2002  | 2003  | 2004  | 2005  | 2006  | 2007  | 2008  | 2009  | 2010  |
| População |       |       |       | …     | …     | 6,091 | 5,686 | 4,922 | 4,483 | 4,107 | 4,051 | 4,000 | 3,922 | 3,874 | 3,839 | 3,778 | 3,748 | 3,676 | 3,622 |
| Fontes: Instituto Nacional de Estatísticas, „citypopulation.de“, „pop-stat.mashke.org“, Bulgarian Academy of Sciences |       |       |       |       |       |       |       |       |       |       |       |       |       |       |       |       |       |       |       |